# Денгоф, Богуслав Фридрих фон
Граф Богуслав Фридрих фон Денгоф (6 декабря 1669, Кёнигсберг — 24 декабря 1742, Денгофштадт) — прусский аристократ и военачальник.

## Биография
Представитель польско-прусского дворянского рода Денгофов герба «Вепрь». Второй сын прусского генерал-лейтенанта, графа Фридриха фон Денгофа (1639—1696), и графини Элеоноры Екатерины Елизаветы фон Шверин (1646—1696). Братья — прусские генералы Отто Магнус, Эрнест Владислав и Александр.
В 1690 году Богуслав Фридрих фон Денгоф служил в чине подполковника в полку под командованием генерал-фельдмаршала Ганса Альбрехта фон Барфуса. Участвовал Великой Турецкой войне (1683—1700) против Османской империи. В августе 1691 года принимал участие в разгроме турок-османов в битве при Сланкамене. В апреле 1695 года был произведен в полковники и стал служил в полку под командованием графа Кристофа фон Дона. В феврале 1705 года получил чин генерал-майора прусской армии.
В 1710-1716 году по проекту архитектора Жана де Бода граф Богуслав Фридрих фон Денгоф построил в Восточной Пруссии замок под названием Денгофштадт. Замок Денгофштайн стал родовой резиденцией его потомков.

## Семья
8 мая 1701 года женился на графине Софии Шарлотте фон Лендорф (1685—1754), от брака с которой имел пятнадцать детей:
- Фридрих (1702—1718)
- Герт Магнус
- Карол Эрнест
- Мария Элеонора (1705—1706)
- Александр Отто (род. 1706)
- Элеонора Шарлотта (1709—1710)
- Луиза Шарлотта (1711—1755), жена Фридриха Людвига фон Дона (1697—1766)
- Альбертина (1715—1754), жена Эрнеста Дитриха фон Теттау (1716—1766)
- Амалия Юлиана (1714—1760), жена Мельхиора Филиппа де Рози (1699—1744)
- Людвиг Богуслав (род. 1716)
- София Элеонора (1717—1718)
- Вильгемина (род. 1718)
- Шарлотта (1718—1758)
- Магнус Эрнест (род. 1720)
- Станислав Герхард (1725—1758)